# Don Rendell
Don Rendell (4. března 1926 Plymouth – 20. října 2015 Londýn) byl britský saxofonista. Oba jeho rodiče byli hudebníci; on sám svou kariéru zahájil v patnácti letech, kdy hrál na altsaxofon, ale nedlouho poté přešel k tenorsaxofonu. Profesionálně začal hrát v roce 1944 a postupně prošel různými big bandy, až se stal členem souboru saxofonisty Oscara Rabina. V letech 1950 až 1953 byl členem kapely dalšího saxofonisty Johnnyho Dankwortha. Během své kariéry vydal řadu alb jako leader a spolupracoval s dalšími hudebníky, mezi které patří Stan Kenton, Ian Carr, Michael Garrick nebo Ted Heath. Rovněž se věnoval pedagogické činnosti. Zemřel po krátké nemoci v roce 2015 ve věku 89 let